# Ronald Gillespie
Ronald James Gillespie CM (* 21. August 1924 in London; † 26. Februar 2021 in Dundas (Ontario)) war ein britischer Chemiker. Bekanntheit erlangte er vor allem durch seine Arbeiten auf dem Gebiet der räumlichen Gestalt von Molekülen und der daraus in Zusammenarbeit mit Ronald Nyholm entwickelten VSEPR-Theorie.

## Leben
Ronald J. Gillespie wurde in 1924 London geboren und begann 1942 ein Studium der Chemie am University College London, wo er 1945 einen Bachelor of Science (B.Sc.) erhielt. Anschließend wurde er Mitglied in der Arbeitsgruppe von Christopher Kelk Ingold, die die Mechanismen der Nitrierung von Aromaten erforschte. Seine Aufgabe innerhalb der Gruppe bestand in der Untersuchung von Nitroniumionen (NO2+), die in Mischungen von Schwefelsäure (H2SO4) mit Salpetersäure (HNO3) entstehen. Durch die Ergebnisse seiner Arbeit wurde er 1949 vom University College London von Ingold zum Ph.D. promoviert. Noch vor seiner Promotion wurde er von Ingold aufgefordert, eigene Vorlesungen vorzubereiten und war von 1948 bis 1950 zunächst Assistant Lecturer, anschließend bis 1958 Dozent (Lecturer) am University College London. Er erweiterte in dieser Zeit seine Forschung auf dem Gebiet der hoch aciden Säuren, heute als Supersäuren bekannt, wofür er 1957 den Doctor of Science (D.Sc.) erhielt, ein in Großbritannien verliehener „höherer Doktorgrad“. 1958 ging er nach Kanada an die McMaster University in Hamilton (Ontario), wo er ab 1960 bis zu seiner Emeritierung im Jahr 1989 Professor für Chemie war.
Gillespie erhielt im Laufe seines Lebens zahlreiche Auszeichnungen, darunter den Order of Canada und verschiedene Ehrendoktorwürden. Weiterhin war er Mitglied der Royal Society, Royal Society of Canada, Royal Society of Chemistry, American Chemical Society sowie des Chemical Institute of Canada.

## Leistungen
Die Forschung Gillespies auf dem Gebiet der Supersäuren, darunter auch der Fluorsulfonsäure (HFSO3) und deren Einsatz als Lösungsmittel für Nicht- und Halbmetalle ermöglichte die Darstellung neuer und bis dahin unbekannter mehratomiger Kationen wie I2+ oder S82+. Auf dem Gebiet der Fluorchemie beschäftigte er sich zudem mit der Ermittlung des Kovalenzradius von Fluor in Verbindungen, der aufgrund der extrem hohen Elektronegativität des Elements bei geringer Atomgröße schwieriger zu bestimmen ist, als bei anderen Elementen.
Seine bekannteste Arbeit war die Entwicklung des VSEPR-Modells (Akronym für Valence Shell Electron Pair Repulsion; Valenzschalen-Elektronenpaar-Abstoßung), zusammen mit Ronald Nyholm, mit dessen Hilfe die räumliche Gestalt von Molekülen bestimmt werden kann. Mit der VSEPR-Theorie lässt sich beispielsweise die gewinkelte Gestalt des Wassermoleküls erklären. Er schrieb mehrere Bücher zu diesem Thema. Heute gehören seine Arbeiten zu den wichtigsten, um die Gestalt von Molekülen zu beschreiben beziehungsweise vorherzusagen. Gillespie entwickelte mit anderen Forschern zusammen auch die LCP-Theorie (ligand close packing theory), die die Wechselwirkungen zwischen den Liganden um ein zentrales Atom berücksichtigt, welche ebenfalls Einfluss auf die Gestalt von Molekülen haben.
Neben einigen Büchern publizierte Gillespie über 370 Artikel in wissenschaftlichen Journalen.

## Werke
- Ronald J. Gillespie: Molecular geometry, New York, Van Nostrand Reinhold, 1972.
- Molekülgeometrie. Elektronenpaar-Abstoßung und molekulare Struktur.  Übersetzt von Joseph Grobe. Verlag Chemie, Weinheim 1975; ISBN 3-527-25610-5
- Ronald J. Gillespie et al.: Chemistry, Boston, Allyn and Bacon, 1989.
- Ronald J. Gillespie, István Hargittai: The VSEPR model of molecular geometry, Boston, Allyn and Bacon, 1991.
- Ronald J. Gillespie et al.: Atoms, molecules, and reactions: an introduction to chemistry, Englewood Cliffs, NJ, Prentice Hall, 1994.
- Ronald J. Gillespie, Paul L. A. Popelier: Chemical bonding and molecular geometry: from Lewis to electron densities, New York, Oxford University Press, 2001.